# Cvetuščaja junost'
Cvetuščaja junost' (Цветущая юность) è un film del 1939 diretto da Aleksandr Ivanovič Medvedkin e Vladimir Fajnberg.